# Ириновка (деревня, Ленинградская область)
Ири́новка — деревня в Рахьинском городском поселении Всеволожского района Ленинградской области.

## Название
Происхождение топонима Ириновка точно неизвестно. По одной из версий, барон Иван (Иоганн) Юрьевич Фридрикс (Фредерикс), который в 1773 году купил мызу Морье у Марфы Захаровны Макаровой (урожд. Мишуковой), которую в некоторых краеведческих публикациях называют «Марфой Сахаровой», дал название деревне в честь своей жены Регины-Луизы (Ирины), по другой, название происходит от якобы стоявшей в деревне до постройки церкви часовни святой великомученицы Ирины, но ни одна из версий не имеет документального подтверждения.
Также не имеет документального подтверждения версия, что в XVIII — начале XIX века деревня Ириновка, входившая в состав Марисельской мызы вместе с деревнями Морье и Ваганово, носила имена Мариселька, Марисельская и Оринка. На картах того времени названиями Мариселка, Марисельская и Оринка обозначалась не Ириновка, а деревня Морье. Так, на весьма подробной карте прапорщика Н. Соколова 1792 года именно современная деревня Морье обозначена как «Мыза Марисельская ныне Оринка» с часовней, а на месте современной Ириновки расположена деревня Пустошь.
При этом топоним Ириновка появляется на картах и в документах лишь начиная с середины тридцатых годов XIX века.

## История
Известна с 1580 года, но неоднократно меняла своё название. 

Впервые упоминалась на карте как Вирингсланд (1580 г.), затем как Морьясилка (1676 г.), Морьяселка (1699 г.), затем деревня Пустошь (1792 г.), деревня Ариновка (1810 г.),
а затем Ирыновка (1834 г.). Есть также сведения о том, что в первой половине XIX века деревня называлась — Преображенское.
В 1812 году Марисельская мыза перешла во владение надворного советника Поскочина.
На карте Санкт-Петербургской губернии Ф. Ф. Шуберта 1834 года рядом с имением Помещика Поскачина обозначена деревня под названием Ирыновка.
Позднее появилось современное название:

ИРИНОВКА — деревня принадлежит надворному советнику Сергею Поскочину, жителей по ревизии 87 м. п., 103 ж. п., в оной стеклянный завод. (1838 год)

С 1842 года Ириновкой владела С. А. Голенищева-Кутузова.
На карте Санкт-Петербургской губернии Ф. Ф. Шуберта 1844 года рядом с деревней Ириновка обозначена «мыза Поскачена».
С 1851 по 1917 год Ириновкой владели бароны Корфы и их наследники.
На карте промышленности Санкт-Петербургской губернии, составленной по данным 1853 года, в деревне Ириновка отмечен стеклянный завод.
В 1856 году барон П. Л. Корф выстроил в Ириновке деревянную церковь во имя Преображения Господня.

ИРИНОВКА — деревня г. Корфа, по просёлкам, 26 дворов, 119 душ м. п. (1856 год)

По X-ой ревизии 1857 года в приходе церкви во имя Преображения Господня проживали 228 мужчин и 228 женщин, в состав прихода входили село Ириновка и деревни: Ваганово, Морье и Татарщина.

ИРИНОВКА — село и мыза владельческие, при колодцах; 53 двора, жителей 125 м. п., 141 ж. п.; Церковь православная, завод стекольный. (1862 год)

В 1865 году временнообязанные крестьяне села Ириновка выкупили свои земельные наделы у Л. Ф. Корфа.
В 1870 году церковь сгорела, и службы отправлялись в деревянной часовне, обращённой на время в церковь.
В 1879 году на месте сгоревшей деревянной была сооружена каменная церковь во имя Преображения Господня. Строительство было начато священником Петром Добровольским, а закончено его преемником Иоанном Любомировым. В приходе состояли село Ириновка и деревни Морье и Ваганово.
Согласно подворной переписи 1882 года в деревне проживали 50 семей, число жителей: 131 м п., 144 ж. п., разряд крестьян — собственники, а также пришлого населения 2 семьи, в них: 10 м п., 4 ж. п., лютеране: 3 м п., 3 ж. п..
В 1883 году в Ириновке была открыта школа при помощи баронов Корфов и крестьянина Николая Герасимова, попечителя школы.

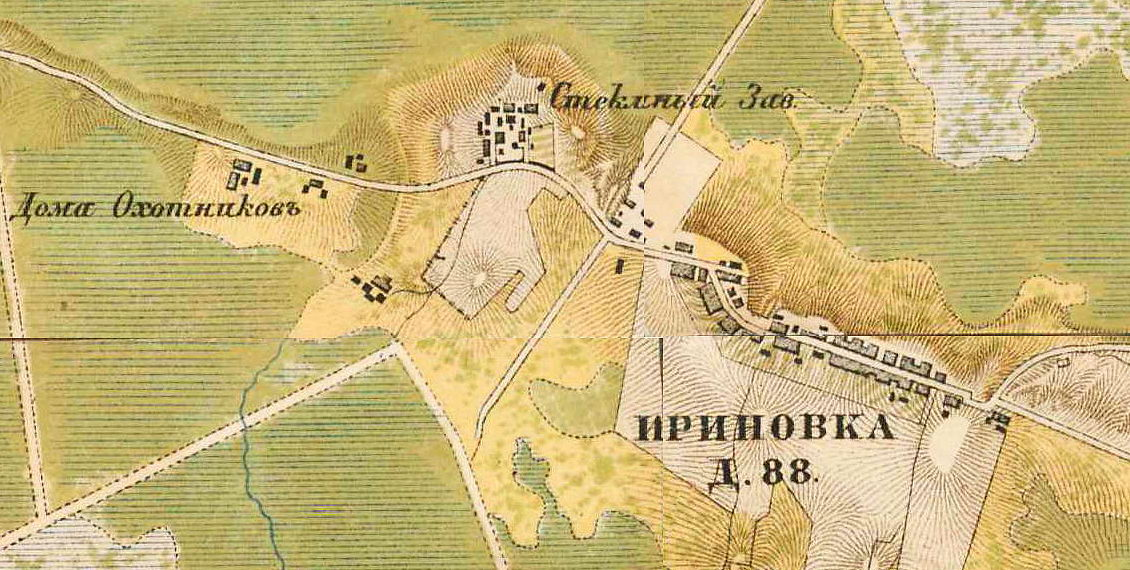
План деревни Ириновка. 1885 год

В 1885 году, согласно карте окрестностей Петербурга, деревня насчитывала 88 дворов, при ней работал стекольный завод и охотничье хозяйство под управлением заводчика Зиновьева. Сборник же Центрального статистического комитета за этот год, описывал деревню так:

ИРИНОВКА — село бывшее владельческое Рябовской волости, дворов — 44, жителей — 239; Церковь православная, часовня, земская почтовая станция, лавка. (1885 год).

Согласно материалам по статистике народного хозяйства Шлиссельбургского уезда 1889 года имение Ириновка состояло из трёх частей: 9407 десятин земли принадлежали барону Н. Л. Корфу, 4644 десятины — барону П. Л. Корфу и 6724 десятины — баронессе М. Л. Корф.
По данным 1889 года, барон Н. Л. Корф сдавал в аренду свои пашни, выгоны и покосы. Кроме того право охоты в его лесу приносило 400 рублей в год, продажа билетов на право драть кору — 150 рублей в год, смолокуренный завод на 4 котла с правом собирать валежник и копать пни — 60 рублей в год. Барон П. Л. Корф сдавал свои покосы местным крестьянам и поселенцам, а также право охоты в его владениях за 1000 рублей на 10 лет. В имении у него числилась 1 лошадь, 7 коров, 3 телёнка, 1 плуг и 1 борона. Баронесса М. Л. Корф сдавала в аренду свои выгоны и покосы. Охоту в своём имении она сдавала за 200 рублей в год. Фарфорово-фаянсовый завод с кузницей она сначала сдавала в аренду, а 1887 году продала за 11 000 рублей вместе со 117 десятинами земли.
В 1892 году архитектором И. Китнером была построена усадьба баронов. Усадьба сохранилась до наших дней, сейчас в ней располагается больница.

СЕЛО ИРИНОВКА — деревня на земле Ириновского сельского общества при окончании земского тракта из Рябова, который затем становится просёлочным в 1 версте от станции Ириновка Ириновской жел. дороги, рек, прудов, озер и т. п. не имеется, 55 дворов, 165 м. п., 167 ж. п., всего 332 чел. по смежности владельческая усадьба барона Павла Леопольдовича Корфа, имеются православные церкви.

ИРИНОВСКАЯ ДАЧА БАРОНА ПАВЛА ЛЕОПОЛЬДОВИЧА КОРФА — владельческая усадьба, на собственной земле в полуверсте от Ириновской жел. дороги 1 двор, 11 м. п., 6 ж. п., всего 17 чел.

ИРИНОВСКАЯ СПАСО-ПРЕОБРАЖЕНСКАЯ ЦЕРКОВЬ — при селе Ириновке на церковной земле (30 десятин), при просёлочной дороге и Ириновской жел. дороге в 10 верстах от Ладожского озера часовня, церковно-приходская школа, сторожка и 2 церковных дома для причта 8 м. п., 5 ж. п., всего 13 чел. (1896 год)

В конце XIX — начале XX века деревня административно относилась к Рябовской волости 2-го стана Шлиссельбургского уезда Санкт-Петербургской губернии.
В 1900 году, согласно «Памятной книжке Санкт-Петербургской губернии», мыза Ириновка принадлежала барону Павлу Леопольдовичу Корфу и баронессе Марии Леопольдовне Корф, барону принадлежали 13 535 десятин земли, баронессе — 5701 десятина.
В 1905 году Павлу Леопольдовичу Корфу принадлежало 8816 десятин и 2082 квадратные сажени земли, Сергею Павловичу Корфу — 5701 десятина и ещё 1942 десятины, 600 квадратных саженей земли.
Ириновское промышленное общество имело здесь 7643 десятины земли, торфяные промыслы, торфобрикетный, кирпичный, химический и два стекольных завода.
В деревне размещалась Ириновская конно-почтовая станция на 4 лошади. Обслуживался маршрут до Рябова (18 верст). Содержал станцию В. Егоров. Плата была — 3 копейки с версты и лошади.
В 1909 году в деревне был 51 двор.
В 1910 году началась продажа земельных участков, на которых были построены 11 личных домов, в 1911 году ещё 14 домов, а в 1912 году — 21 дом. Стекольный и химический заводы Ириновского промышленного общества закрылись в 1911 году, но торфяные разработки и брикетный завод продолжали действовать.
В 1914 году в деревне работала одноклассная православная церковно-приходская школа, заведующий — протоиерей Николай Афанасьевич Каменев, он же священник в Ириновском-Преображенском приходе, учитель — А. Павлов.
С весны 1918 и до конца 1922 года деревня Ириновка была центром Ириновской волости, которая сначала была выделена, а затем снова вошла в состав Рябовской волости.
По данным губернской переписи 1920 года национальный состав населения Ириновской волости выглядел следующим образом:
- русские — 1623 (75,98 %)
- финны — 471 (22,05 %)
- эстонцы — 42 (1,96 %)

В 1920-е—1930-е годы в Ириновке работала еврейская молочно-животноводческая коммуна (позднее колхоз) «Евселькооп».

Маленькое хозяйство в Ириновке испытывало острый недостаток жилья. Культурное обслуживание отсутствовало. Детского сада и школы не было. Взрослые дети, желавшие учиться, были вынуждены жить в городе далеко от родителей. Колхозникам приходилось подрабатывать подвозкой песка и камней к железной дороге.

Согласно переписи населения СССР 1926 года:

ИРИНОВКА — село Ириновского сельсовета Ленинской волости, 125 хозяйств, 517 душ.

Из них: русских — 124 хозяйства, 516 душ; эстов — 1 хозяйство, 1 душа.

«ЕВСЕЛЬКООП» — коммуна Ириновского сельсовета Ленинской волости, 4 хозяйства, 21 душа.

Из них: русских — 3 хозяйства, 4 души; евреев — 1 хозяйство, 17 душ. (1926 год)

Село Ириновка являлось центром Ириновского сельсовета, в который входили: торфоразработка Борисова Грива, торфоразработка Гладкое, торфоразработки Озёрные, коммуна «Евселькоп», село Ириновка, ж.д. ст. Ириновка и ж.д. ст. Рахья.

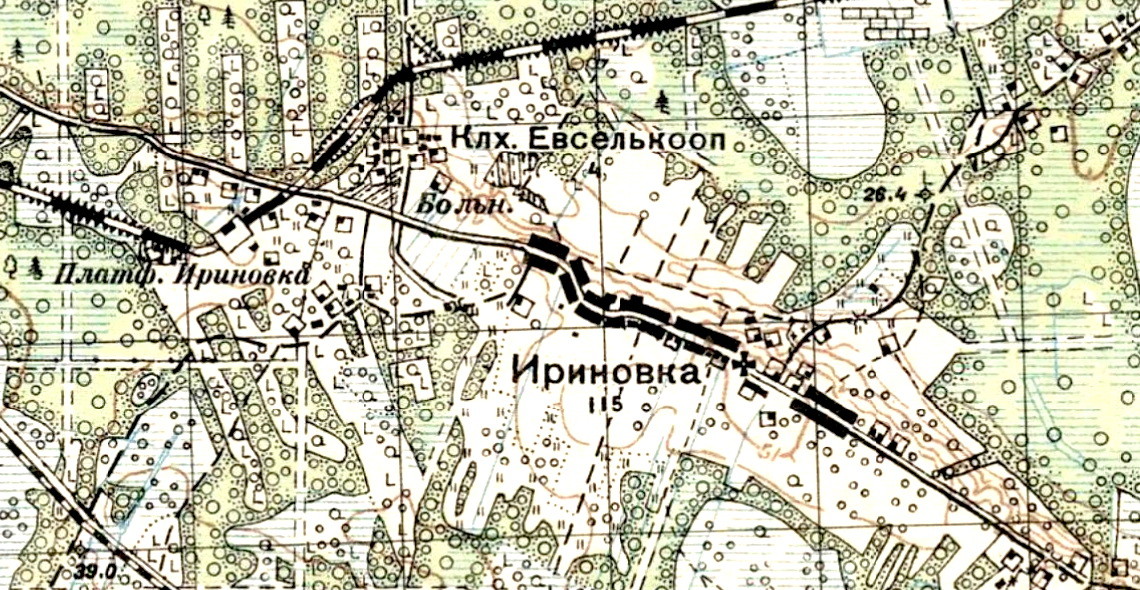
Село Ириновка на карте 1931 года

Согласно топографической карте РККА 1931 года село Ириновка насчитывало 115 дворов, в центре села находилась церковь, на западной окраине — больница и еврейский колхоз «Евселькоп».
По административным данным 1933 года Ириновка была уже деревней и относилась к Вагановскому сельсовету.
В 1934 году в деревне был построен «заразный барак».

ИРИНОВКА — деревня Вагановского сельсовета, 1058 чел.

ДОМА ИРИНОВСКОЙ БОЛЬНИЦЫ — посёлок Вагановского сельсовета, 23 чел. (1939 год)

Храм в Ириновке был закрыт в 1938 году, а в начале 1950-х он был снесён.
В 1940 году деревня насчитывала 120 дворов.
В октябре 1941 года в деревне был размещён военно-морской госпиталь Ладожской военной флотилии.
В 1958 году население деревни составляло 522 человека.
По данным 1966, 1973 и 1990 годов деревня Ириновка входила в состав Вагановского сельсовета.
В 1997 году в деревне проживали 77 человек, в 2002 году — 42 человека (русских — 95 %), в 2007 году — 53.

## География
Находится в восточной части района на автодороге 41К-064 «Дорога жизни» (Санкт-Петербург — Морье).
Расстояние до административного центра поселения — 3 км.
К западу от деревни находится железнодорожная платформа Ириновка.

## Демография
| 1862 | 2007 | 2010 | 2017 |
| ---- | ---- | ---- | ---- |
| 266  | ↘53  | ↗182 | ↘95  |

Национальный состав
Согласно данным Всероссийской переписи населения 2021 года в деревне проживали 263 человека, из них:
 русские — 175, украинцы — 1, другие национальности — 2 человека, остальные национальность не указали.

## Памятники и достопримечательности
Решением облисполкома № 189 от 16 мая 1988 года, находящееся в Ириновке братское кладбище советских воинов, погибших в борьбе с нацистами, и ленинградцев, погибших при эвакуации, признано памятником истории.
В списке ценных природных объектов, подлежащих охране во Всеволожском районе, утверждённом решением Всеволожского городского Совета народных депутатов от 8 апреля 1993 года, за № 22 значится: усадьба Корфов «Ириновка» (20 га).
Памятник живой природы — дуб черешчатый, расположенный близ северо-западной границы деревни.
Через Ириновку проходит трасса ежегодного международного зимнего марафона «Дорога жизни».

## Фото

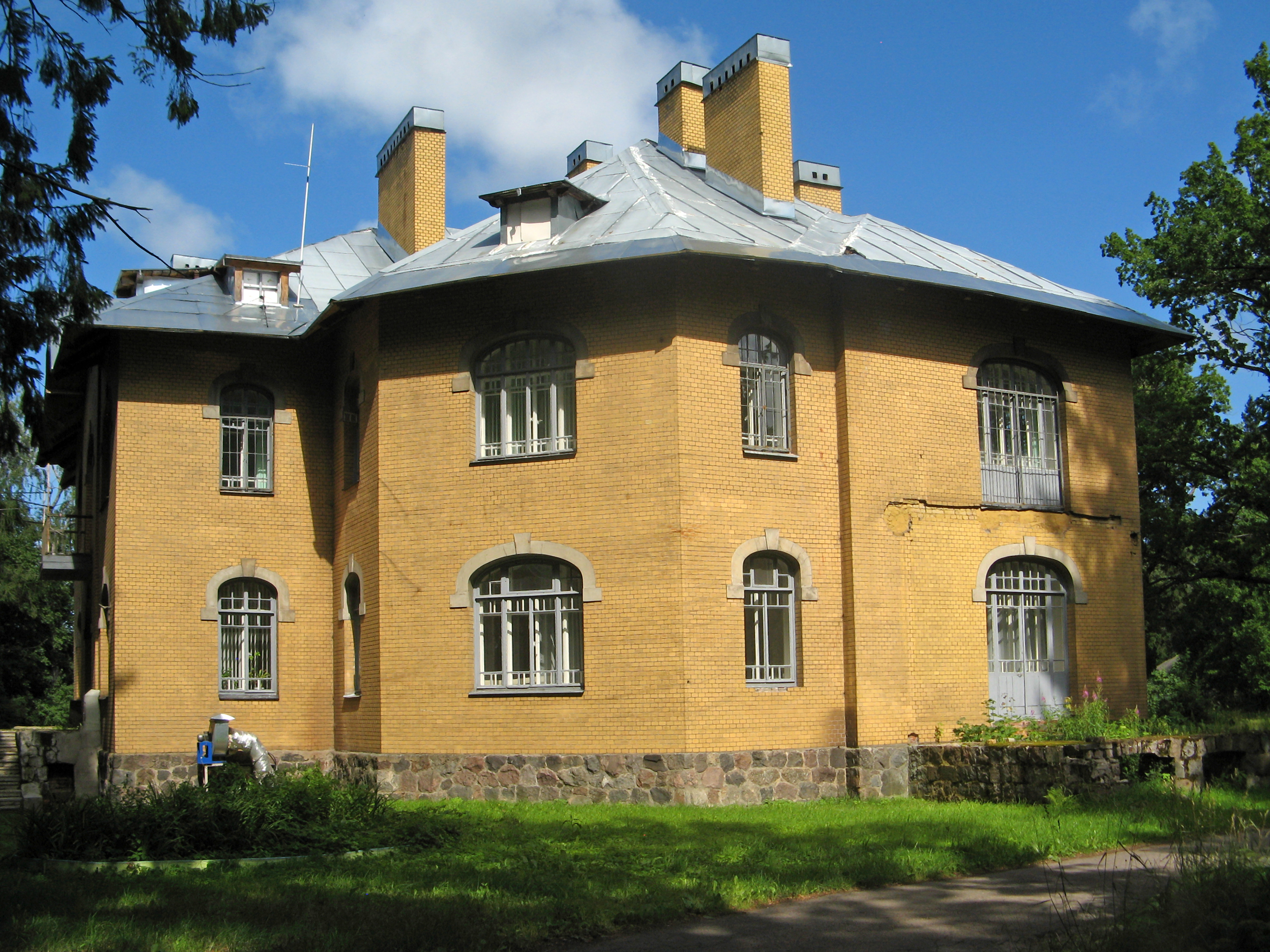
Усадебный дом Корфов (ныне больница)
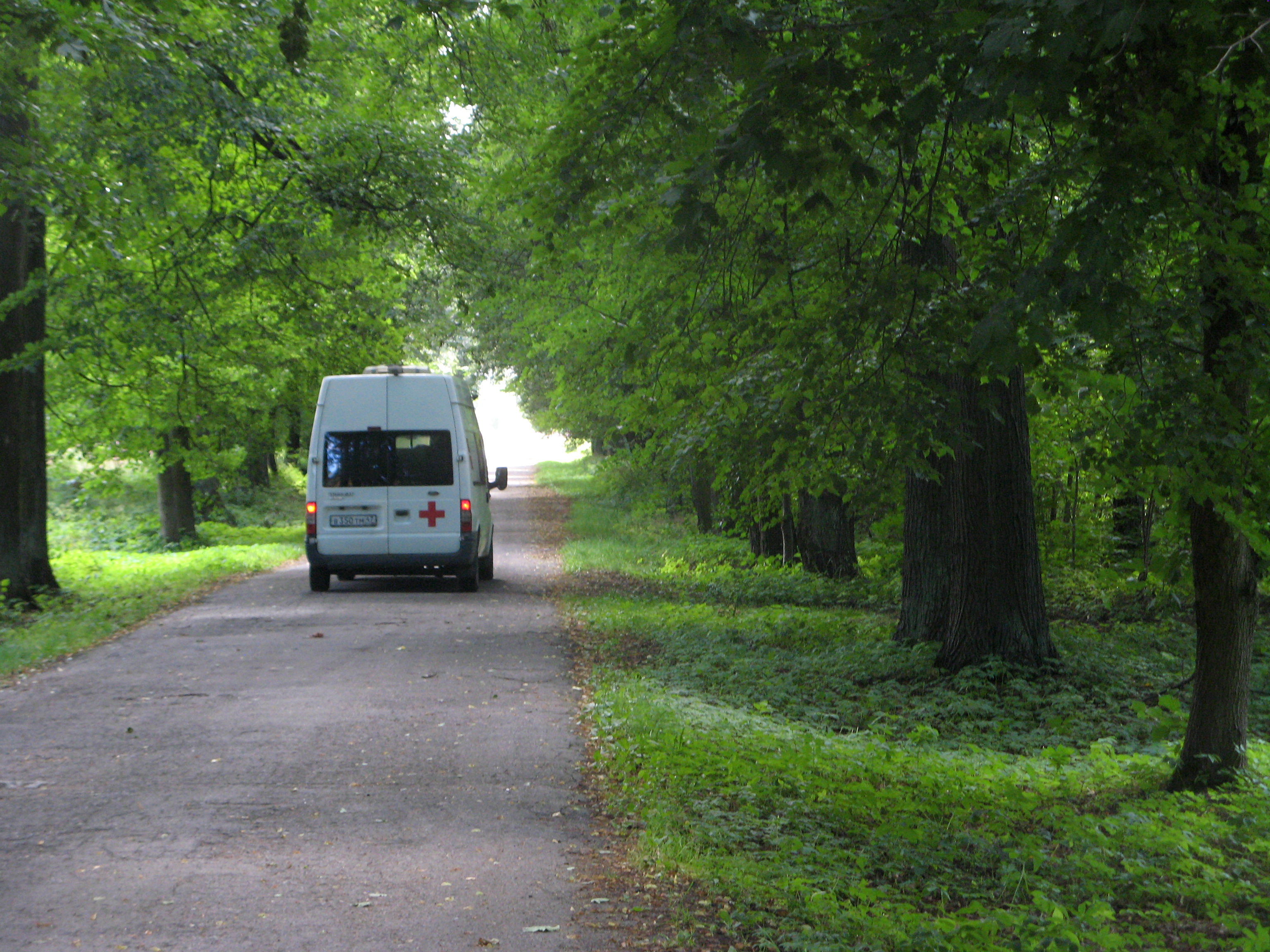
Аллея в усадьбе
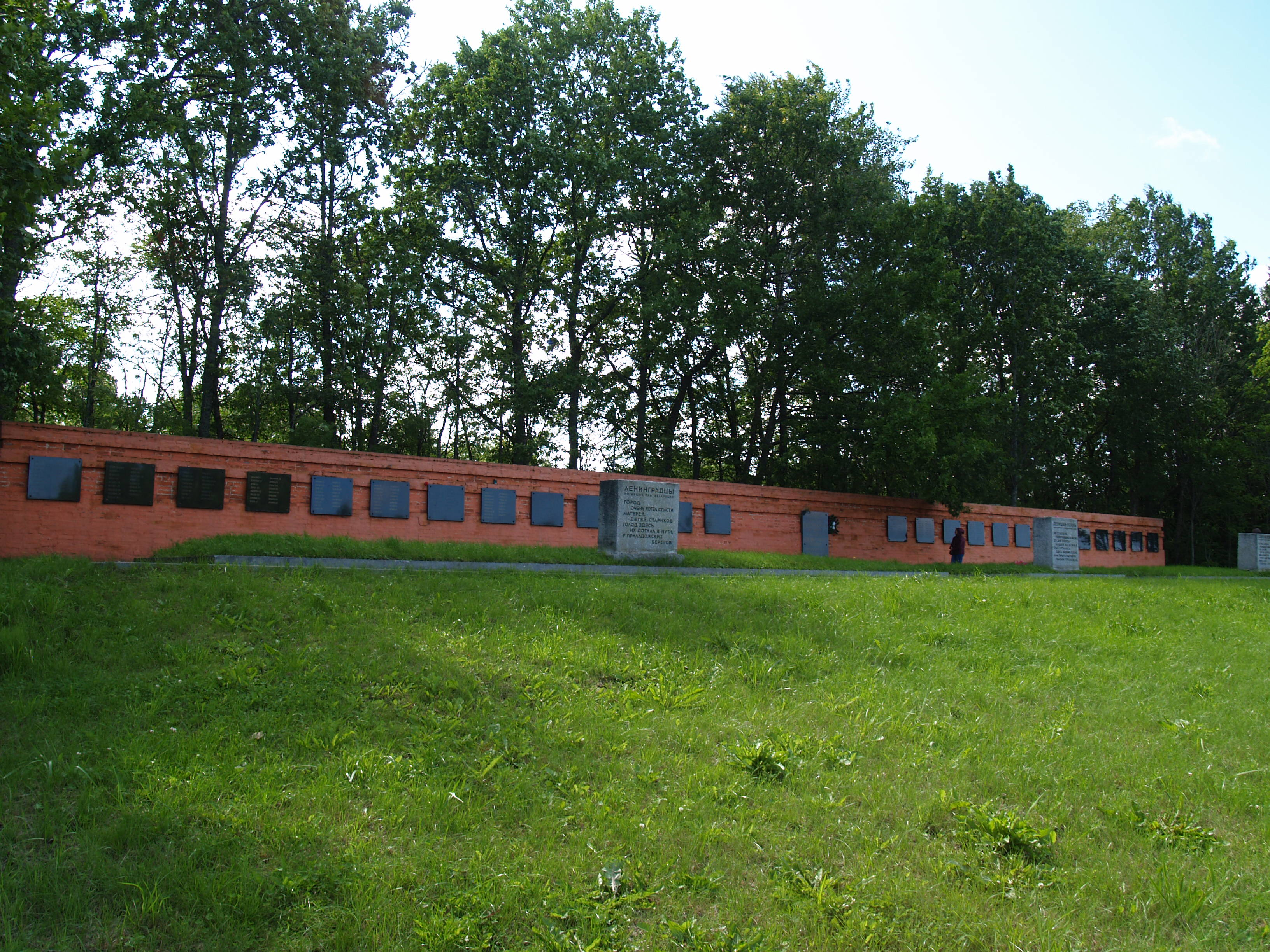
Братское кладбище близ Ириновки
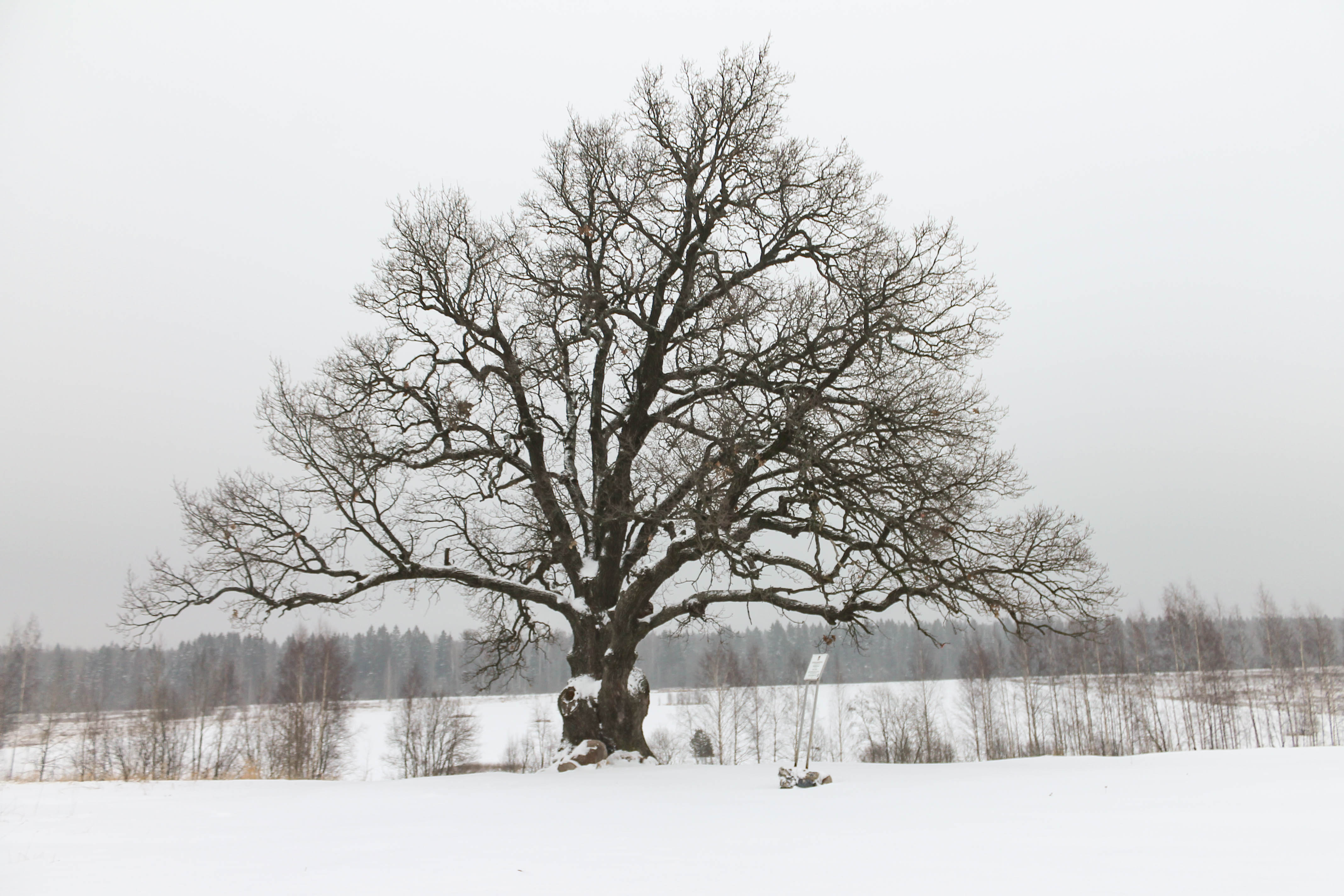
Старый дуб близ Ириновки (зимой)
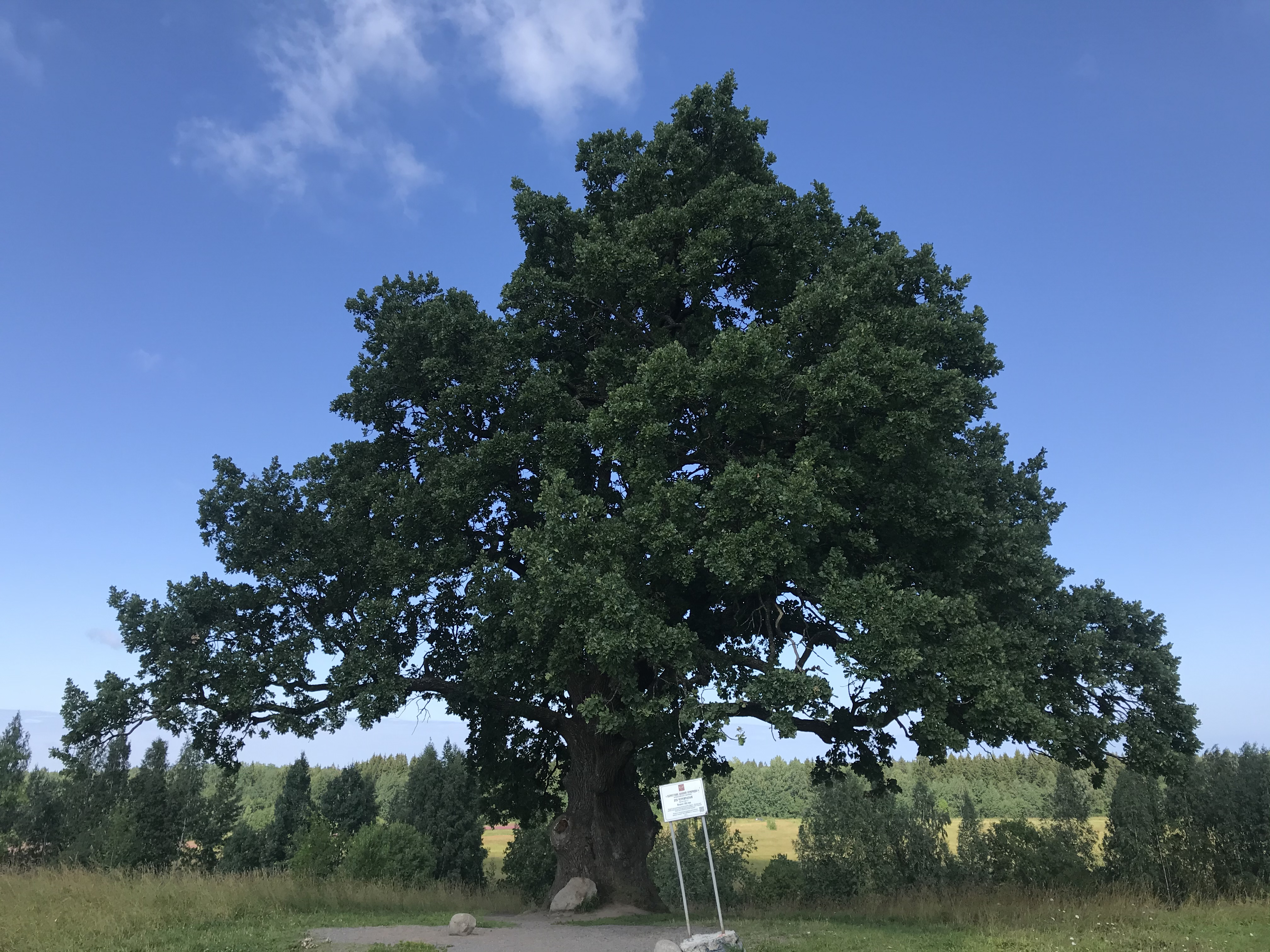
Старый дуб близ Ириновки (летом)